# Protesty w obronie Sądu Najwyższego w Polsce

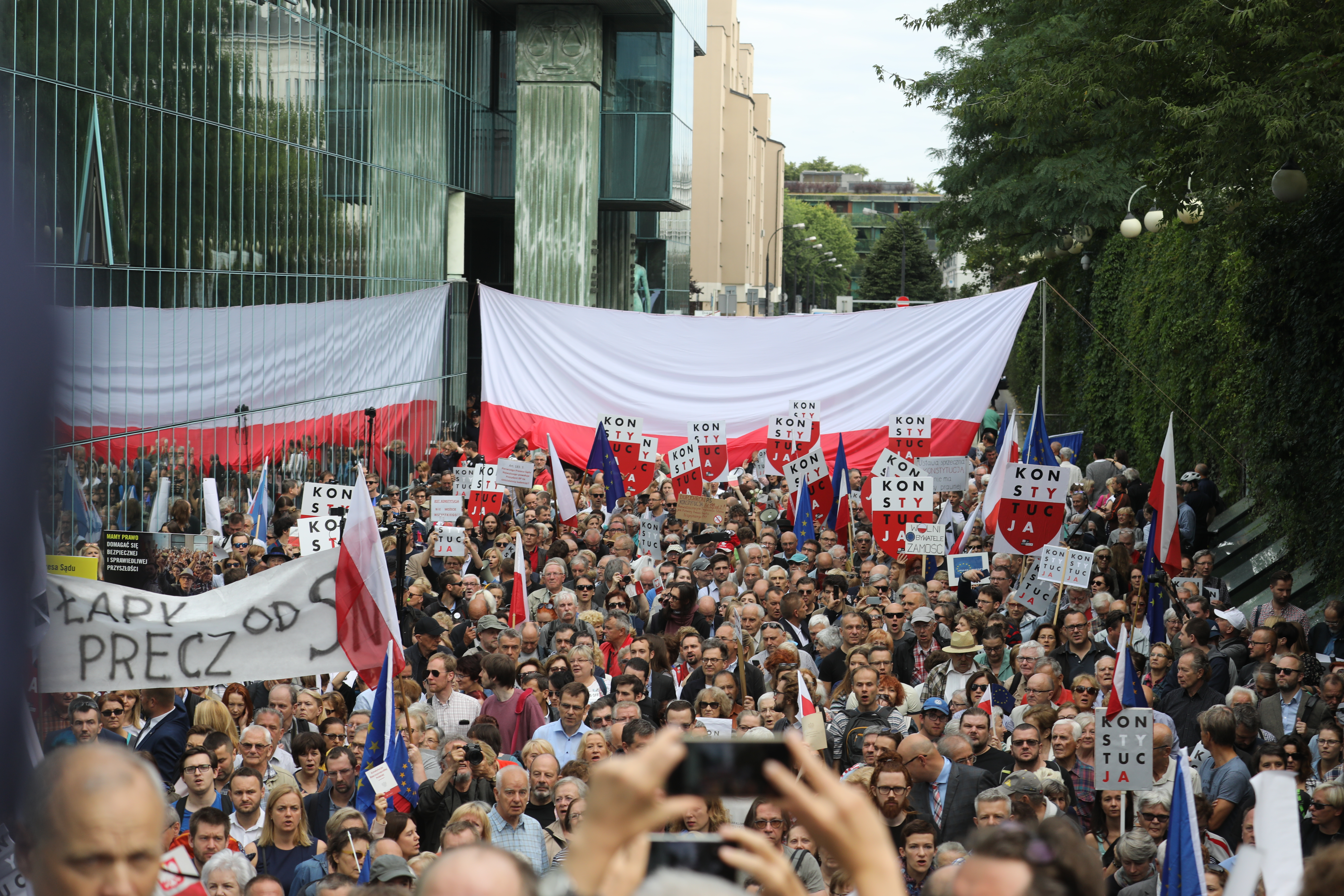
Warszawa, protest w obronie niezależności Sądu Najwyższego, 4 lipca 2018

Protesty w obronie Sądu Najwyższego w Polsce – fala protestów społecznych zorganizowanych przez fundację Akcja Demokracja, Komitet Obrony Demokracji, ruch Obywatele RP i inicjatywę „Wolne Sądy”, która rozpoczęła się w 2018 po komunikacie Kancelarii Prezydenta RP dotyczącym przejścia w stan spoczynku sędziów oraz pierwszej prezes Sądu Najwyższego prof. Małgorzaty Gersdorf przed przewidzianym przez konstytucję końcem pełnionej obecnie kadencji.

## Przebieg
12 lipca 2017 na posiedzeniu Sejm przyjął przygotowaną w Ministerstwie Sprawiedliwości nowelizację ustawy o Krajowej Radzie Sądownictwa oraz nowelizację ustawy Prawo o ustroju sądów powszechnych, która była inicjatywą poselską PiS. Obie ustawy miały na celu reformę wymiaru sprawiedliwości.

### Nowelizacja ustawy o Sądzie Najwyższym
20 lipca 2017 sejm uchwalił nową ustawę o Sądzie Najwyższym, która przewiduje m.in. możliwość przeniesienia obecnych sędziów SN w stan spoczynku. Nowa ustawa przewiduje m.in. utworzenie trzech nowych Izb Sądu Najwyższego, zmiany w trybie powoływania sędziów SN i umożliwienie przeniesienia obecnych sędziów w stan spoczynku.
W myśl zapisów ustawy przymusowo opuścić stanowiska miałoby 27 z 74 sędziów Sądu Najwyższego, którzy osiągają wiek emerytalny. Jednocześnie nowa ustawa przewiduje rozszerzenie liczby sędziów do 120. Daje to możliwość uzupełnienia w niemal 2/3 składu sędziowskiego sędziami nominowanymi przez stronę rządową, zdominowaną przez PiS.
Zgodnie z zapisanymi w ustawie zmianami z SN powinna odejść I prezes prof. Małgorzata Gersdorf przed końcem trwającej sześć lat (2014–2020). Umocowanie prawne kadencyjności prezesów SN zapisane jest w art. 183 Konstytucji: „Pierwszego Prezesa Sądu Najwyższego powołuje Prezydent Rzeczypospolitej na sześcioletnią kadencję spośród kandydatów przedstawionych przez Zgromadzenie Ogólne Sędziów Sądu Najwyższego.” Krytycy ustawy podkreślają niezgodność z tymi zapisami, natomiast obrońcy ustawy podnoszą, że prof. Gersdorf jest przede wszystkim sędzią i podlega przepisom ustaw na równi z innymi sędziami i powinna przejść w stan spoczynku w chwili osiągnięcia 65. roku życia.

### Uchwała Sądu Najwyższego
Rzecznik prasowy Sądu Najwyższego sędzia Michał Laskowski po zakończeniu posiedzenia Zgromadzenia Ogólnego Sędziów Sądu Najwyższego 28 czerwca 2018 przekazał, że 63 sędziów uczestniczących w spotkaniu jednogłośnie przyjęło dwie uchwały.
„My sędziowie Sądu Najwyższego [...] stwierdzamy, że sędzia SN prof. Małgorzata Gersdorf zgodnie z bezpośrednio stosowanym art. 183 ust 3 konstytucji pozostaje do dnia 30 kwietnia 2020 r. pierwszym prezesem SN, kierującym instytucją, w której pełnimy naszą służbę społeczeństwu” – głosi uchwała. „Uznajemy, że nie można, zgodnie z regułami obowiązującymi w prawie, nie można w trybie ustawy, zmieniać jasnej, kategorycznej i pełnej normy, wynikającej wprost z konstytucji. Tam kadencja I prezesa SN została uregulowana i zgodnie z zasadami prawodawstwa obowiązuje zakaz regulowania tej samej materii w drodze ustawy, a więc aktu, który zawsze powinien być zgodny z konstytucją” – dodał Laskowski.
W drugiej uchwale Zgromadzenia Ogólnego Sądu Najwyższego podkreślono, że „niezgodna z art. 180 ust. 1 konstytucji regulacja zawarta w art. 111 par. 1 ustawy o Sądzie Najwyższym z dniem 4 lipca 2018 usuwa ze składu SN znaczną liczbę sędziów” i że „Stanowi to oczywiste naruszenie przez władzę ustawodawczą jednej z podstawowych gwarancji niezależności sądownictwa i już w najbliższym czasie istotnie zakłóci normalne funkcjonowanie sądów”.

### Protesty w kraju
Protesty odbyły się w Warszawie, Krakowie, Katowicach, Nowym Sączu i Koszalinie, a także w Gdańsku, Poznaniu, Bydgoszczy, Wrocławiu, Szczecinie, Lublinie, Rzeszowie, Toruniu, Białymstoku, Kielcach, Olsztynie, Opolu, Krośnie, Busku-Zdroju, Sandomierzu, Starachowicach i innych miastach.
W Warszawie do zgromadzonych protestujących na pl. Krasińskich przemawiali m.in. były prezydent Lech Wałęsa, sędzia Igor Tuleya, sekretarz generalny Amnesty International Salil Shetty oraz prof. Marcin Matczak. W Krakowie przemawiał m.in. sędzia Waldemar Żurek.
3 lipca 2018 pod Sądem Okręgowym w Gdańsku odbyła się manifestacja, na której obecni byli m.in. Lech Wałęsa, europoseł Jarosław Wałęsa, wiceprezydenci Gdańska Aleksandra Dulkiewicz i Piotr Grzelak, a także lider pomorskiego KOD-u Radomir Szumełda. Zdaniem protestujących w Gdańsku „ustawa jest niezgodna z Konstytucją, bowiem niezawisłych Sędziów SN, którzy zostali zmuszeni do przejścia w stan spoczynku, zastąpią osoby nominowane przez Krajową Radę Sądowniczą w pełni kontrolowaną przez polityków. Upolityczniona Rada swoimi nominatami uzupełni ponad 60 proc. składu Sądu Najwyższego”.

## Protesty Polaków za granicą
Zagranicznym podróżom Andrzeja Dudy towarzyszyły protesty środowisk polonijnych w Nowym Jorku w USA, w Melbourne i Sydney w Australii oraz w Auckland i Wellington w Nowej Zelandii.
Przeciwko łamaniu zapisów konstytucji przez Andrzeja Dudę zaprotestowała też Polonia z Chicago.

## Reakcje za granicą

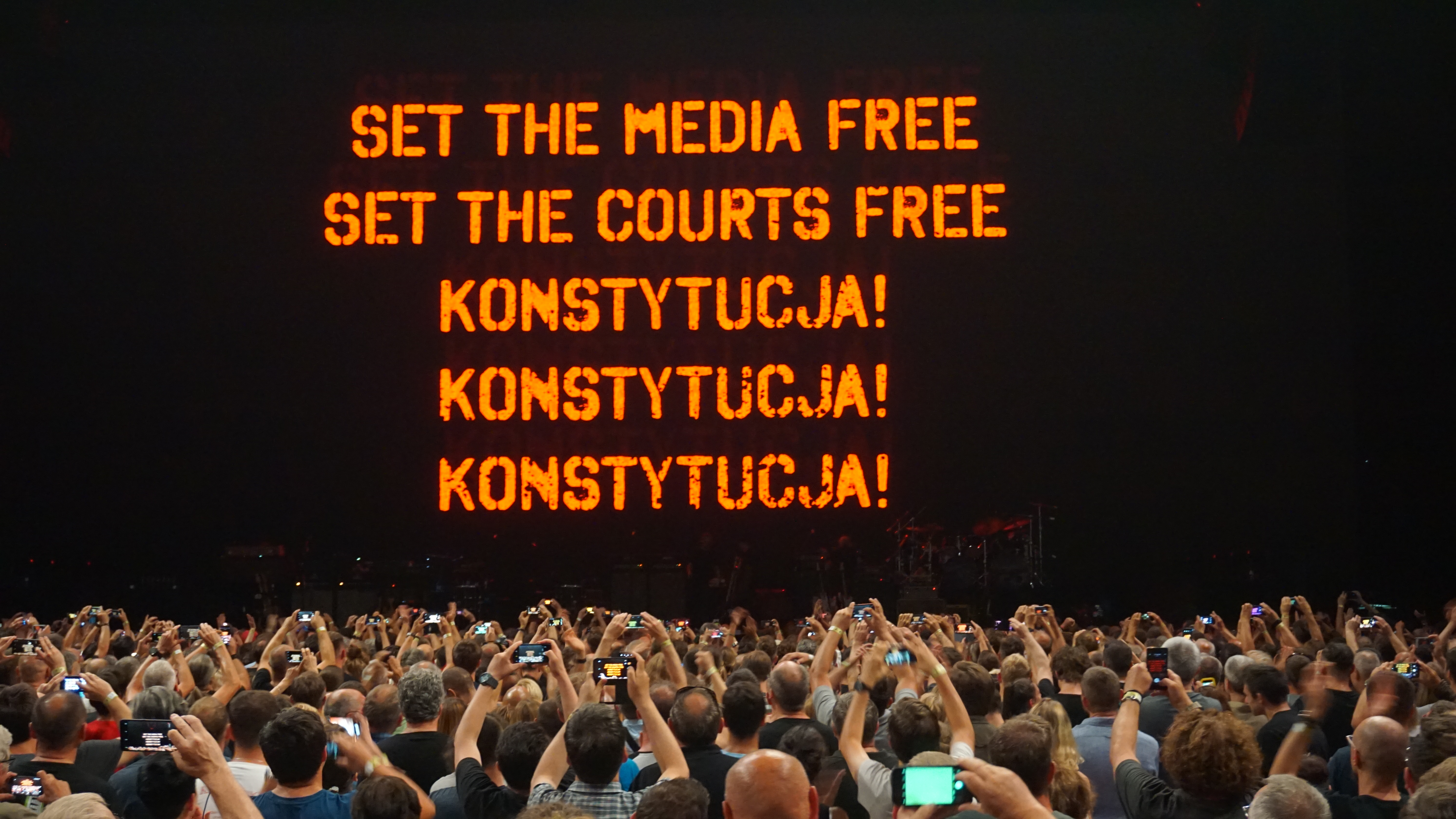
Hasła w obronie wolności mediów, niezawisłości sądów oraz konstytucji wyświetlone podczas koncertu Rogera Watersa w Gdańsku 5 sierpnia 2018 r.

Komisja Europejska ogłosiła wszczęcie procedury wobec Polski, zarzucając ustawom niezgodność z europejskimi standardami i łamanie polskiej konstytucji. Rzecznik Komisji Europejskiej Margaritis Schinas powiedział 2 lipca 2018: Biorąc pod uwagę brak postępu i nadchodzące wdrożenie nowego reżimu emerytalnego dla sędziów Sądu Najwyższego, Komisja Europejska zdecydowała w trybie pilnym o uruchomieniu procedury o naruszenie prawa Unii Europejskiej.
Mick Jagger w czasie koncertu The Rolling Stones w Warszawie 8 lipca 2018 wsparł demonstrujących wypowiedzianymi po polsku słowami: „Jestem za stary, żeby być sędzią, ale dość młody, by śpiewać” i dodał: „Byliśmy tu w 1967. Pomyślcie, ile osiągnęliście od tego czasu. Niech Bóg będzie z Wami”.
Przeciwko ograniczaniu wolności mediów, niezawisłości sądów i łamaniu konstytucji wystąpił też Roger Waters w czasie koncertu w Gdańsku w ramach trasy Us+Them 5 sierpnia 2018 r.

## Prasa zagraniczna
Protesty Polaków w obronie sądów odbiły się echem za granicą. „New York Times” opisał polskie demonstracje na pierwszej stronie. Publikacje pojawiły się także w „The Guardian” oraz BBC. O antyrządowych manifestacjach donosiły też m.in. CNBC, The Washington Post. O poparciu Unii Europejskiej dla racji protestujących informowały Vatican News.